# Message to Bears
Jerome Alexander (Bristol, 1985. –), művésznevén Message to Bears brit zeneszerző és multi-instrumentalista előadó. Korai albumain instrumentális, főleg akusztikus számok hallhatóak; később szövegírásban és éneklésben is kipróbálta magát, és a hagyományos hangszerek mellett szintetizátorokat is kezdett használni. Ambient, posztrock, folk stílusban alkot, zenéjét esetenként az „ambient folk” és „elektronikus folk” jelzőkkel jellemzik.

## Pályája
Oxfordban tanult. Munkásságára Ólafur Arnalds, Sigur Rós, Explosions in the Sky voltak a legnagyobb befolyással.
Első EP-je (EP1, 2007) és első nagylemeze (Departures, 2009) insztrumentális, melodramatikus hangulatú művek. A 2012-ben kiadott Folding Leaves és Moments letisztultabb stílusúak, és a posztrock irányába mozdulnak el. Következő nagylemezei (Maps és Carved from Tides) a Folding Leaves-hez hasonló, emocionális, ambient és posztrock stílusú munkák.
Alexander zenéjét felhasználták tévéadásokban és videojátékokban; a Human Suits trió tagjaként filmzenét is ír.

## Diszkográfia
Nagylemezek
- Departures (2009)
- Folding Leaves (2012)
- Maps (2013)
- Carved from Tides (2016)

Középlemezek
- EP1 (2007)
- Moments (2012; Jerome Alexander név alatt)